# Wiener Neustadt Hauptbahnhof
Wiener Neustadt Hauptbahnhof – stacja kolejowa w Wiener Neustadt, w kraju związkowym Dolna Austria, w Austrii. Dziennie obsługuje około 700 pociągów i 25 000 pasażerów. Jest jednym z największych węzłów kolejowych w Austrii. Łączą się tu linie kolejowe m.in. z Wiednia, Bruck an der Mur i Mattersburga.
Stacja w latach 1997 - 2003 została gruntownie przebudowana, jest również punktem wyjściowym większości autobusów miejskich. Bezpośrednio w budynku dworca jest oddział poczty.

## Hala dworcowa
W hali dworca znajdują się Okay-Shop, kasy biletowe ÖBB i poczekalnia. Ponadto istnieją automaty biletowe i miejsce z darmowymi codziennymi gazetami.

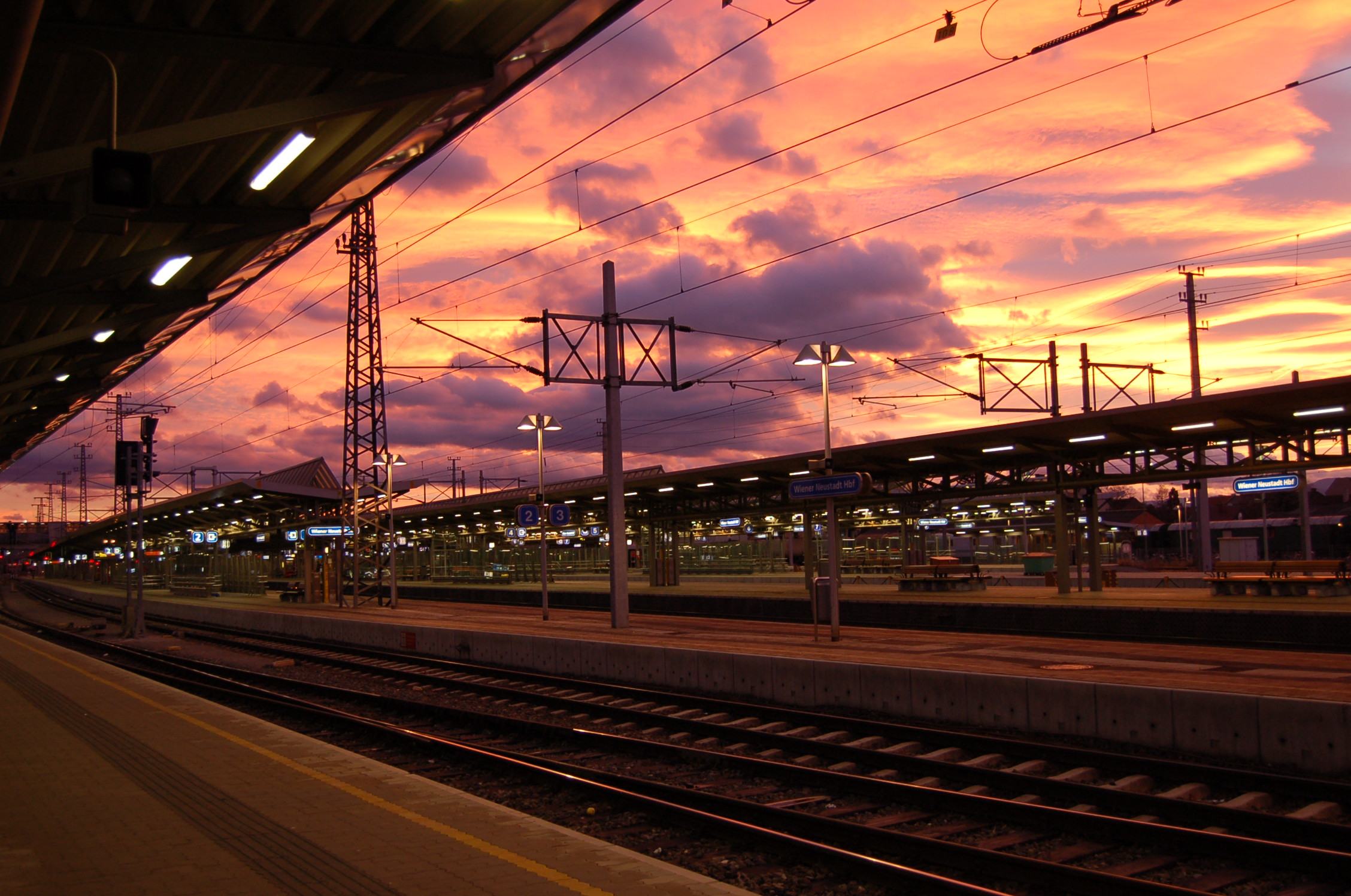
Perony

## Perony
Stacja posiada 5 peronów i 10 torów. (1-9, 21). 21 tor obsługuje pociągi w kierunku Mattersburga, 1 dla linii Pottendorf, 2 tor dla Aspang i Schneebergbahn, z toru 3 i 4 głównie korzystają pociągi IC z Südbahn, a tory 5, 6 i 7 służą dla pozostałych pociągów Südbahn (np. pociągów regionalnych, REX) i tory 8 i 9 obsługują pociągi do innych kierunków linii oddziału. Wszystkie perony odbudowie od 2003 r. do osiągnięcia bez barier. Bezpośrednio ze stacji, aby wygodnie przejść na perony znajduje się przejście podziemne pomiędzy nimi. Bardzo uczęszczane tory 3 i 4 na Südbahn posiadają zejście ze schodami ruchomymi.